# Mermaids (ścieżka dźwiękowa)
Mermaids – oficjalna ścieżka dźwiękowa powstała do filmu pt. Syreny z 1990 roku w reżyserii Richarda Benjamina. Album został wydany w Europie 13 listopada 1990 roku, a w Stanach Zjednoczonych 8 grudnia tego samego roku nakładem wytwórni Geffen Records. W celu promocji wydawnictwa wydano dwa single, oba nagrane przez Cher. Pierwszym został utwór „Baby I'm Yours” (pierwotnie nagrany przez Barbarę Lewis), wydany jako pierwszy europejski singiel oraz światowy hit „The Shoop Shoop Song (It's in His Kiss)” (oryginalnie wykonywany przez Betty Everett), który został wydany jako drugi europejski singiel. Był to także pierwszy singiel Cher z jej albumu Love Hurts. W Stanach Zjednoczonych „The Shoop Shoop Song” był pierwszym singlem ze ścieżki dźwiękowej.

## Lista utworów
| Nr  | Tytuł utworu                              | Autorzy                                      | Wykonawca                        | Długość |
| --- | ----------------------------------------- | -------------------------------------------- | -------------------------------- | ------- |
| 1.  | „The Shoop Shoop Song (It's in His Kiss)” | Rudy Clark                                   | Cher                             | 2:51    |
| 2.  | „Big Girls Don't Cry”                     | Bob Crewe, Bob Gaudio                        | Frankie Valli i The Four Seasons | 2:25    |
| 3.  | „You've Really Got a Hold on Me”          | Smokey Robinson                              | Smokey Robinson i The Miracles   | 2:57    |
| 4.  | „It's My Party”                           | Walter Gold, John Gluck Jr., Herb Weiner     | Lesley Gore                      | 2:21    |
| 5.  | „Johnny Angel”                            | Lyn Duddy, Lee Pockriss                      | Shelley Fabares                  | 2:22    |
| 6.  | „Baby I'm Yours”                          | Van McCoy                                    | Cher                             | 3:19    |
| 7.  | „Just One Look”                           | Gregory Carroll, Doris Payne                 | Doris Troy                       | 2:26    |
| 8.  | „Love Is Strange”                         | Mickey Baker, Sylvia Vanderpool, Ethel Smith | Mickey & Sylvia                  | 2:55    |
| 9.  | „Sleepwalk”                               | Santo Farina, Johnny Farina                  | Santo & Johnny                   | 2:21    |
| 10. | „If You Wanna Be Happy”                   | Joseph Royster, Carmella Guida, Frank Guida  | Jimmy Soul                       | 2:11    |
|     |                                           |                                              |                                  | 26:08   |

## Notowania i certyfikaty
| Lista przebojów (1990)             | Najwyższa pozycja |
| ---------------------------------- | ----------------- |
| Australia (ARIA Charts)            | 53                |
| Austria (Ö3 Austria Top 40)        | 29                |
| Kanada (Billboard Canadian Albums) | 35                |
| Niemcy (Media Control Charts)      | 55                |
| Norwegia (VG-Lista)                | 11                |
| Stany Zjednoczone (Billboard 200)  | 65                |
| Wielka Brytania Kompilacje (OCC)   | 6                 |

| Kraj                  | Certyfikat    | Sprzedaż |
| --------------------- | ------------- | -------- |
| Kanada (Music Canada) | Złota płyta   | 50 000+  |
| Wielka Brytania (BPI) | Srebrna płyta | 60 000+  |